# 音戸町
音戸町（おんどちょう）は、広島県のかつての町。安芸郡に属した。町域は呉市南方の瀬戸内海に浮かぶ倉橋島の北側約3分の1を占めていた。
2005年3月20日、安芸郡の蒲刈町・倉橋町および豊田郡の豊浜町・安浦町・豊町とともに呉市に編入されて消滅した。

## 沿革
- 1889年4月1日 - 市町村制施行。音戸町域には当時いずれも安芸郡に属する瀬戸島村と渡子島村が存在した。
- 1906年1月1日 - 瀬戸島村が村名改称の上町制施行して音戸町（初代）が成立する。
- 1932年
  - 4月1日 - 音戸町（初代）と渡子島村が対等合併して音戸町（2代）が成立する。
  - 9月13日 - 音戸町と鍋桟橋を結ぶ汽船が沈没。死者・行方不明者29人。定員23人の小型船に6倍近くの137人が乗ったことによる事故[1]。
- 1961年12月4日 - 音戸ノ瀬戸に音戸大橋（当時は有料道路。1974年無料開放）がかかり、倉橋島が本土と陸続きになる。
- 1973年10月27日 - 早瀬大橋が東能美島との間の早瀬瀬戸にかかり、江田島・西能美島・東能美島（この2島は総称して能美島と称することもある）と陸続きになる。
- 2005年3月20日 - 安芸郡蒲刈・倉橋両町および豊田郡豊浜・安浦・豊各町とともに呉市に編入されて消滅する。

## 主要施設
- 広島県警音戸警察署

## 地理

### 山
- 古観音山（246メートル）

### 島
- 三ツ子島

## 名所・旧跡
- 清盛塚
- コンクリート船 - 旧日本海軍で使用された曳航式輸送船。坪井漁港に防波堤として沈設された。

## 産業
- 漁業が主産業で、牡蠣[2]、いりこ[3]、ちりめんじゃこ[2][3]が特産品である。

## 大字・町名（2005年3月19日当時のデータ）
- 有清1 - 2丁目（ありきよ）
- 鰯浜1 - 3丁目（いわしはま）
- 音戸（おんど）
- 北隠渡1 - 2丁目（きたおんど）
- 先奥1 - 3丁目（さきおく）
- 高須1 - 3丁目（たかす）
- 田原1 - 3丁目（たはら）
- 坪井1 - 3丁目（つぼい）
- 渡子（とのこ）
- 渡子1 - 3丁目（とのこ）
- 畑1 - 3丁目（はた）
- 波多見1 - 11丁目（はたみ）
- 早瀬1 - 3丁目（はやせ）
- 引地1 - 2丁目（ひきじ）
- 藤脇1 - 3丁目（ふじのわき）
- 南隠渡1 - 4丁目（みなみおんど）

## 交通（2005年3月19日当時のデータ）

### 鉄道
町内に鉄道路線なし。

### 道路
国道
- 国道487号

主要地方道
- 広島県道35号音戸倉橋線

一般県道
- 広島県道286号中大迫清田線

## 教育（2012年4月1日当時のデータ）

### 小学校
- 音戸町立音戸小学校
- 音戸町立波多見小学校
- 音戸町倉橋町広域行政組合立明徳小学校（倉橋町側に所在）

### 中学校
- 音戸町立音戸中学校
- 音戸町倉橋町広域行政組合立明徳中学校（音戸町側に所在）

### 高等学校
- 広島県立音戸高等学校

## 音戸町出身の有名人
- 坪井直 - 元中学校校長、日本原水爆被害者団体協議会 代表委員、広島県原水爆被害者団体協議会 理事長
- 島谷ひとみ - 歌手
- 城みちる - 歌手
- 平崎貴昭 - NHKアナウンサー
- 秋田明大 - 学生運動家
- 空本誠喜 - 元衆議院議員